# Hickmanoxyomma eberhardi
Hickmanoxyomma eberhardi is een hooiwagen uit de familie Triaenonychidae.